# Code Noir

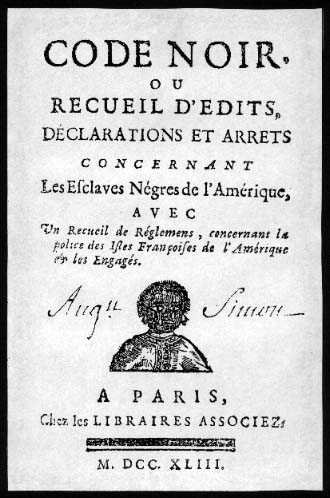
De Code noir

De Ordonnance des Colonies of Code Noir is een decreet uit 1685 van de Franse koning Lodewijk XIV over de omgang met zwarte slaven. De Code Noir bleef geldig tot 1848.
In het eerste artikel, nog vóór de behandeling van het lot van de zwarte slaven, werd geregeld dat alle Joden, als vijanden van het christendom, de koloniën moesten verlaten. Het enige geloof dat in de koloniën werd toegelaten was het rooms-katholicisme. De Code Noir werd voorbereid door Jean-Baptiste Colbert maar werd pas twee jaar na zijn dood uitgevaardigd.

## Inhoud
De Code Noir bestaat uit 60 artikelen, waarin onder andere werd vastgelegd:
- Joden mogen niet in de Franse koloniën wonen.
- Slaven moeten rooms-katholiek gedoopt zijn.
- Iedere godsdienst, behalve het rooms-katholicisme, is verboden.
- Slavenhouders moeten rooms-katholiek zijn.
- Niet-katholieke godsdienstoefeningen zijn verboden en worden opgevat als rebellie.
- Alle onderdanen en slaven moeten de katholieke feestdagen in acht nemen.
- Op katholieke feestdagen mogen geen slavenmarkten gehouden worden.
- Alleen katholieke huwelijken worden erkend.
- Gehuwde vrije mannen die een kind bij een slavin hebben, worden bestraft met een boete van 2000 pond suiker, evenals de eigenaar van de slavin. Als de man zelf de eigenaar is van de slavin worden de slavin en het kind bij hem weggehaald. Als de man niet gehuwd is moet hij de slavin trouwen en op die manier de slavin en het kind van de slavernij bevrijden.
- Huwelijken tussen slaven mogen alleen met toestemming van de eigenaar en van henzelf worden afgesloten.
- Kinderen van gehuwde slaven zijn eveneens slaven. Zij zijn het eigendom van de eigenaar van de moeder.
- Kinderen van een mannelijke slaaf en een vrije vrouw zijn vrij.
- Slaven mogen geen wapens dragen, behalve met toestemming van hun meester bij de jacht.
- Slaven van verschillende eigenaren mogen op geen enkel tijdstip en onder geen enkele omstandigheid samenscholen.
- Slaven mogen geen suikerriet verkopen, ook niet met toestemming van hun eigenaar.
- Andere goederen mogen zij alleen met toestemming van hun eigenaar verkopen.
- Eigenaren moeten omzien naar hun zieke slaven. Wie dat niet doet wordt beboet.
- Slaven mogen in een rechtszaak niet als partij optreden.
- Een slaaf die zijn meester, diens vrouw of diens kinderen slaat wordt geëxecuteerd.
- Gevluchte slaven die langer dan een maand gevlucht zijn worden de oren afgesneden en zij worden gebrandmerkt. De tweede keer wordt hun achillespees doorgesneden en worden zij weer gebrandmerkt. De derde keer worden zij geëxecuteerd.
- Wie vluchtende slaven onderdak verschaft wordt beboet.
- Een meester die zijn slaaf valselijk van een misdrijf beschuldigt, wordt beboet.
- Meesters mogen slaven ketenen en slaan, maar niet folteren.
- Meesters die een slaaf doden worden bestraft.
- Slaven kunnen niet verpand worden. Bij de dood van de eigenaar worden de slaven over de erfgenamen verdeeld.
- Gehuwde slaven en hun prepuberale kinderen moeten niet apart verkocht worden.
- Slavenhouders die minstens 20 jaar oud zijn (vanaf 25 jaar zonder toestemming van hun ouders) kunnen hun slaven vrijlaten.
- Vrijgelaten slaven zijn Franse onderdanen, onafhankelijk van de plaats waar zij geboren zijn.
- Vrijgelaten slaven hebben dezelfde rechten als Franse onderdanen in de koloniën.

## Afschaffing
Met de afschaffing van de slavernij kwam de Code Noir te vervallen. Dit was het geval na de Franse Revolutie, maar Napoleon liet de slavernij opnieuw toe, en dus ook de Code Noir. De slavernij in Frankrijk werd definitief afgeschaft in 1848 en hiermee kwam de Code Noir te vervallen.
Op 10 mei 2025, ter gelegenheid van de Nationale Herdenkingsdag voor de Slavenhandel, Slavernij en de Afschaffing ervan, beloofde de Franse premier François Bayrou om de Code Noir ook officieel in te trekken.

## Beoordeling
Schrijver en historicus Jean-Christian Petitfils noemde de Code Noir een verschrikkelijke wet omdat deze de slavernij en de slavenhandel legaliseerde. Historicus Richard Wilkinson noemde het een voor die tijd een betrekkelijk humane wet, omdat hij huwelijken tussen slaven toestond, een goede verzorging van de slaven oplegde, de vrijlating van slaven vergemakkelijkte en de vervolging van slavenhouders mogelijk maakte. Het probleem situeerde zich eerder bij de handhaving van de wet.